# 中央公園酒店
中央公園酒店（英語：Park Central Hotel）是一座25層、有935間客房的酒店，位於美國紐約市曼哈頓中城的卡內基大廳對面，地址是第七大道870號（位於第55街西和第56街西之間）。

## 歷史
該酒店被命名為中央公園酒店，是因為非常接近中央公園但沒有實際的公園景觀，酒店是新文藝復興建築風格的歷史建築物。酒店提供過傑基·葛里森、梅·蕙絲和愛蓮娜·羅斯福這樣的代表性人物居住，而愛蓮娜·羅斯福從1950年到1953年在酒店保留了一間套房。酒店建於經濟大蕭條之前，於1927年6月12日盛大開張。酒店佔據了位於第七大道和百老匯之間的街區東半面。固定的西半面是1740百老匯，這是一座26層、375英尺（114米）的摩天大樓，以前由紐約同好（Mutual of New York）所擁有，在2007年重新裝修過立面。

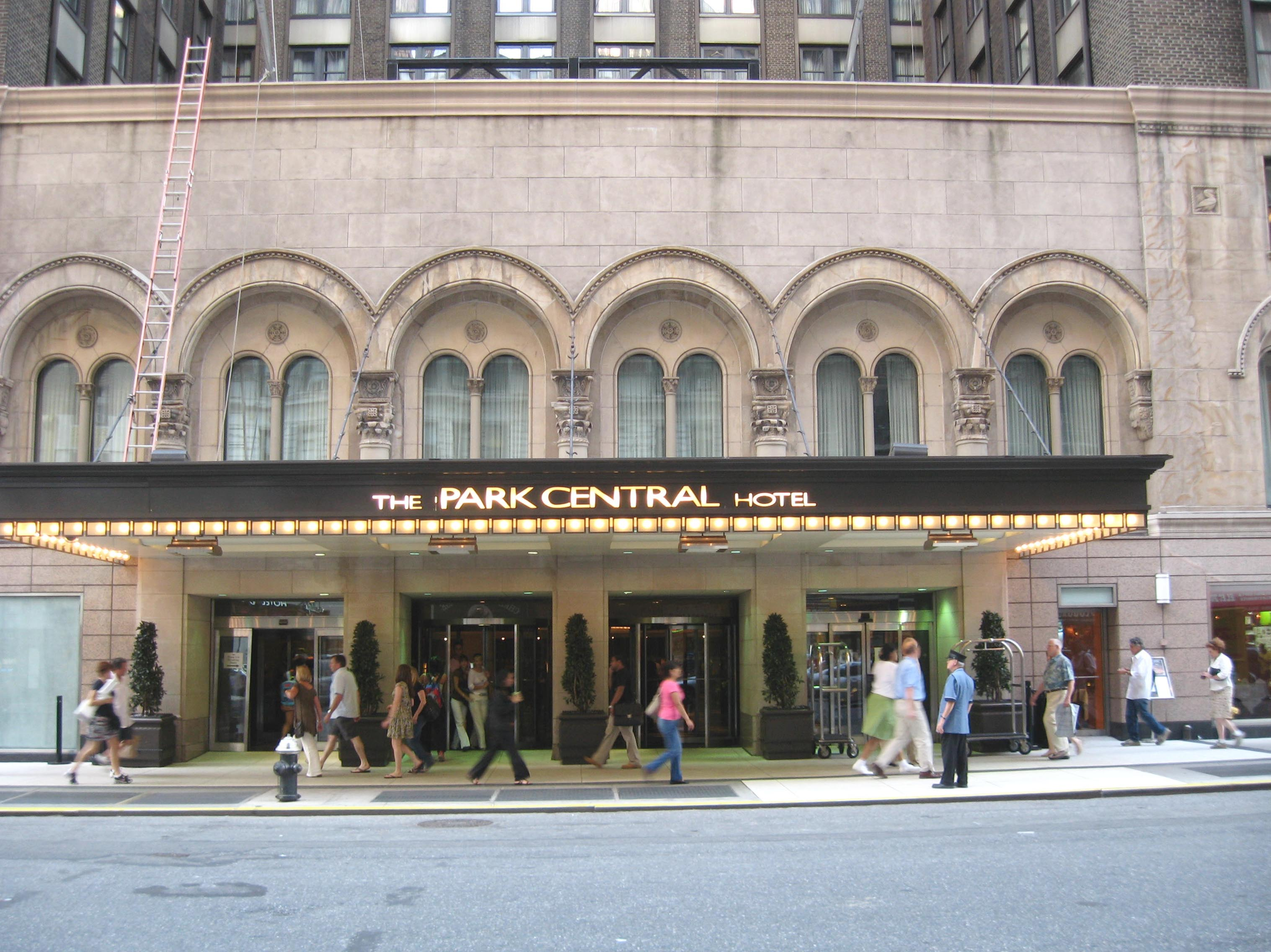
第七大道的中央公園酒店

中央公園酒店由Harry A. Lanzer建造，於1927年6月12日開業。Lanzer在1948年將酒店賣給喜來登，並且成為喜來登公園酒店（Park Sheraton Hotel）。喜來登於1972年將酒店改名為紐約喜來登酒店（New York Sheraton Hotel），不要與後來的喜來登紐約酒店混淆。1983年，喜來登以6000萬美元向V.M.S. Realty出售酒店，V.M.S. Realty與Dunfey Hotels簽約，透過他們的歐尼酒店部門管理，酒店在1984年1月改名為歐尼中央公園酒店（Omni Park Central）。該酒店於1995年被出售給開發商伊恩·布魯斯·埃西納並離開了歐尼的旗下，回復其原名——中央公園酒店。
美人魚房（Mermaid Room）是1940年代後期為該酒店創建的雞尾酒吧和夜總會。從1950年到1966年，歐文·菲爾茲和他的三重奏組合在那裡表演。
最臭名昭著的事件發生在1957年10月25日，黑幫艾伯特·阿納斯塔塞在酒店的理髮店裡被刺殺身亡。早在1928年，穿著講究的猶太黑幫阿諾·羅斯汀在其中一間套房內被槍擊並受致命創傷。
在近代，酒店已經舉辦過許多現代名人的活動，例如選角試鏡和派對。酒店曾經是1980年至1985年國家美式足球聯盟選秀大會的場地。今天，中央公園酒店是一間由Highgate Holdings管理的獨立酒店。

## 外部連結
- Park Central Hotel official website
- Manhattan Club official website

40°45′53″N 73°58′52″W / 40.76472°N 73.98111°W